# کیوی قهوه‌ای جنوبی
کیوی قهوه‌ای جنوبی یا کیوی معمولی (نام علمی: Apteryx australis) نام یک گونه از سرده کیوی است که در جزیره جنوبی نیوزیلند زیست می‌کند. در سال ۲۰۰۰، پس از به رسمیت شناخته شدن توسط اتحادیه بین‌المللی حفاظت از طبیعت، جز گونه آسیب‌پذیر قرار گرفته است.